# Ceakva, Volodîmîreț
Ceakva (în ucraineană Чаква) este un sat în comuna Antonivka din raionul Volodîmîreț, regiunea Rivne, Ucraina.

## Demografie
Componența lingvistică a localității Ceakva
     Ucraineană (99,06%)
     Alte limbi (0,94%)
Conform recensământului din 2001, majoritatea populației localității Ceakva era vorbitoare de ucraineană (99,06%), existând în minoritate și vorbitori de alte limbi.